# Tropico (curta-metragem)
Tropico é um curta-metragem dirigido por Anthony Mandler sobre "um conto épico baseado na história bíblica do pecado e da redenção", estrelado por Lana Del Rey como Eva e Shaun Ross como Adão. O filme foi estreado no Cinerama Dome, em Hollywood, Califórnia, em 04 de dezembro de 2013, antes de ser enviado para a conta oficial de Del Rey no VEVO. Ele apresenta as canções "Body Electric", "Gods & Monsters" e "Bel Air", todas elas retiradas da reedição do álbum Born to Die (2012). Um EP com o mesmo nome também foi lançado nesse mesmo dia através da loja online iTunes Store, que inclui o filme em si, juntamente com as três músicas mencionadas.

## Produção e lançamento
Tropico foi filmado no final de junho de 2013 e foi dirigido por Anthony Mandler, que também dirigiu vídeos anteriores para a cantora Lana Del Rey como "National Anthem" e "Ride". Através de plataformas de mídia social, Del Rey lançou várias imagens promocionais do filme, dentre elas, uma a descrevia em uma mantilha como Maria, mãe de Jesus e outra com Del Rey segurando uma cobra e posando como Eva, a mulher bíblica de Adão em Gênesis. Em agosto de 2013, Del Rey anunciou no Twitter que o filme teria duas estreias: uma no Hollywood Forever Cemetery, em Los Angeles e um em um local não especificado, em Nova York, ela se referiu ao curta-metragem como uma "despedida". Os críticos observaram que este contradizia outras reivindicações por Del Rey já que ela iria lançar um terceiro álbum de estúdio, com uma demo da música "Black Beauty"que vazou na internet. Em 22 de novembro de 2013, um trailer oficial de Tropico foi lançado, no final do trailer, foi anunciado que o filme seria enviado para a conta do VEVO oficial da cantora a 5 de dezembro de 2013. Já no dia 3 de dezembro de 2013, o site oficial de Del Rey anunciou que o filme iria estrear no Cinerama Dome, em Hollywood, Califórnia, antes de seu lançamento. Antes de reproduzir o curta, Del Rey anunciou o título de seu terceiro álbum e explicou para o público o que ela quis dizer quando disse que o filme é um "adeus", afirmando: "Eu realmente só queria que todos nós estivéssemos juntos para que eu pudesse tentar e visualmente fechar meu capítulo [ Born to Die / Paradise ] antes de eu lançar o novo álbum, Ultraviolence".

## Sinopses

### Capítulo 1 -Body Electric
O filme começa com o Adão (Shaun Ross) e Eva (Lana Del Rey), no Jardim do Éden. Deus (representado por um personagem de John Wayne), Jesus, Marilyn Monroe e Elvis Presley estão todos presentes com Adão e Eva - então "Body Electric" começa a tocar. O filme todo é intercalado com cenas de Del Rey estrelando como Maria, a mãe de Jesus. No final da canção, Eva sob a tentação da serpente decide desobedecer a Deus e come uma maçã da Árvore do Conhecimento do Bem e do Mal. Depois que ela come, trovões se despertam, o que é um eufemismo para a ira de Deus. Adão então decide comer a maçã também. Como resultado disto, toda a humanidade, posteriormente, herda o pecado, a dor e a morte espiritual. Eles são, além disso, expulsos do jardim e, assim, nunca teriam a chance de comer da árvore da vida, o que teria feito seus corpos imortais. Deus não podia permitir que seres humanos imperfeitos pudessem se tornar imortais a menos que tivessem primeiramente passado por um processo de arrependimento e purificação.

### Capítulo 2 -Gods & Monsters
Del Rey, em seguida, começa a recitar Walt Whitman "Eu canto o corpo elétrico", com tempo flash forwards em um dia moderno de Adão e Eva vivendo em Los Angeles; Del Rey trabalha como stripper enquanto Ross é um membro de gangue que também trabalha como balconista em uma loja de conveniência durante o dia. Neste segmento - "Gods & Monsters" começa a tocar. Após a canção terminar, Del Rey recita o poema "Howl" de Allen Ginsberg, como um grupo de homens ricos de meia idade são vistos surpreendendo um amigo em seu aniversário, trazendo-lhe duas strippers. Poucos minutos depois que as strippers entram na sala, Ross e sua gangue de repente aparecem com armas na mão e roubam todo o dinheiro que se encontra no local.

### Capítulo 3 -Bel Air
Deus aparece e começa a narrar o poema de John Mitchum "Porque eu amo a América?" (Deus profere: "Você me pergunta por que eu a amo? Bem, dei-me um tempo. Vou explicar. Você já viu um pôr do sol em Kansas, ou uma chuvarada em Arizona?"). Seguindo essa narração, Del Rey e Ross decidem se arrepender de seus pecados, a fim de se tornarem cristãos renascidos. Eles, então, entram em seu carro e acabam se deslocando para um campo de trigo - logo "Bel Air" começa a tocar durante o pôr do sol. Coincidentemente, Deus decide acabar com o mundo ali mesmo e, portanto, o arrebatamento ocorre, fazendo com que Del Rey e Ross subam nas nuvens para atender "o Senhor nos ares" (I Tessalonicenses 4:17).

## Recepção da crítica
Após o lançamento, Tropico recebeu revisões mistas e positivas por críticos especializados. Jason Lipshutz da Billboard chamou o filme de "uma obra de transborda paixão, atravessando toda era" e chamou o clímax do filme de "pura felicidade". James Shotwell do Under the Gun teve problemas "um pouco absurdo" com a narração ao longo do filme, mas disse que como um todo o filme era "certamente algo especial". Jimmy So do The Daily Beast também criticou a narração do filme e comparou-a com a de "um filme arthouse exagerado" e descreveu os vídeos da Del Rey como sendo "carentes de criatividade". Em contraste, James Caterino, do site de notícias Examiner, deu ao filme uma crítica de cinco estrelas, escrevendo: "a imagem é de tirar o fôlego e a narração e tão cheia de prosa poética que ceia na alma... é uma força artística que nunca deixa de fascinar e nos fazer sentir". Em uma revisão um pouco mais crítica, e igualmente otimista, Sal Cinquemani, da  Slant Magazine, acrescentou: "é óbvio que a partir do big bang que abre o filme que Del Rey e Mandler tem o menor interesse em sutileza, mas curiosamente, a cantora não se posiciona entre o filme como ícones de cultura norte-americana, digamos, Kanye West ou Lady Gaga. Ao invés disso, sua obra continua a servir como uma homenagem a um passado imaginado e a uma crítica da cultura popular contemporânea".
Ryan Miller do website Hollywood.com comentou que "Embora não seja a primeira vez que a artista se referiu a cenários bíblicos ou fez longos vídeos para acompanhar suas canções, parece que Lana Del Rey tem de fato, pisado em território sem precedentes com Tropico. A história do filme parece dar uma explicação não só as músicas, mas a toda a personalidade dela. A imagem que ela está interpretando de um espírito livre [..] é coesa com sua música, e as qualidades artísticas do curta ainda refletem os vídeos originais que ela gravou com uma webcam antes que eles se tornassem virais e lançasse sua carreira". Randy Lewis do Los Angeles Times afirmou que "a ambição neste jogo de moralidade estendida sobre o amor, a luxúria e a perda da inocência - é difícil negar como ele invoca várias figuras da cultura religiosa e popular e explora aos extremos da experiência humana. Erica Brandbergh do jornal Burlington County Times fez uma crítica um pouco positiva ao curta, afirmando: "A beleza do 'Tropico', além da estranheza completa de tudo, está nos detalhes românticos e etéreos. Eu particularmente gostei do discurso da Del Rey de um verso do poema "Howl" de Allen Ginsberg com sua voz suave e sedutora. Brandbergh também afirmou que tem partes muito bizarras para serem levadas a sério.

## EP
Em 6 de dezembro de 2013, foi lançado um EP Single com o mesmo nome que a curta-metragem, através da Polydor Records e Interscope Records. Além do próprio filme, o disco contém as músicas incluídas durante as cenas e que também fizeram parte do Paradise.

### Faixas
| N.º | Título            | Compositor(es)            | Produtor(es)              | Duração |  |
| 1.  | "Body Electric"   | Lana Del Rey, Rick Nowels | Rick Nowels, Dan Heath    | 3:53    |  |
| 2.  | "Gods & Monsters" | Del Rey, Tim Larcombe     | Larcombe, Emile Haynie    | 3:57    |  |
| 3.  | "Bel Air"         | Del Rey, Heath            | Heath                     | 3:57    |  |
| 4.  | "Tropico"         |                           | Anthony Mandler (diretor) | 27:07   |  |